# Der Scarlett-O’Hara-Krieg
Der Scarlett-O’Hara-Krieg ist ein US-amerikanisches Fernseh-Drama aus dem Jahr 1980 nach dem Roman Moviola von Garson Kanin (von dem weitere Teile zur selben Zeit als Moviola – Greta Garbo: Die Göttliche und Moviola – Marilyn: Die Geburt einer Legende verfilmt wurden). Der Film ist auch unter dem Titel Moviola – Gesucht: Scarlett O'Hara bekannt. Er handelt vom Casting für die Rolle der Scarlett O’Hara in der Verfilmung des Romans Vom Winde verweht.

## Handlung
Margaret Mitchells Roman „Vom Winde verweht“ wird 1936 veröffentlicht und ist eine landesweite Sensation. Jedes Studio in Hollywood interessiert sich für die Filmrechte. Beim Mittagessen im Speisesaal des MGM spricht Filmproduzent Louis B. Mayer darüber mit seinem Schwiegersohn David O. Selznick. In der Folge gründet Selznick seine eigene Produktionsfirma Selznick International Pictures und hofft, dass sein Studio mit dem Film sowohl seinen privaten Ruhm als auch die Bekanntheit der Firma festigen wird.
Als erstes verhandelt Schauspielerin Joan Crawford mit Selznick über ihre Besetzung für die Hauptrolle und bringt ihn dazu, die Nacht bei ihr zu verbringen. Selznick will sich jedoch noch nicht festlegen, sondern noch andere Schauspielerinnen casten. Eine der ersten ist Paulette Goddard, deren Testaufnahmen sehr überzeugen. Tallulah Bankhead, die extra aus New York City zum Vorsprechen kommt, macht sich als gebürtige Südstaatlerin ihrerseits große Hoffnungen. Die Reporterin Louella Parsons informiert ihr Radiopublikum, dass Bankhead die Rolle sicher sei. Joan Crawford wirft darauf ihr Radiogerät gegen einen Spiegel, und Paulette Goddard geht schnurstracks zum Arbeitszimmer ihres Geliebten Charlie Chaplin und verkündet, dass Tallulah die Rolle bekommen habe.
Den Schauspielerinnen wird jedoch versichert, dass die Entscheidung noch nicht getroffen sei, und das Casting geht weiter. Insgesamt kommen neunzig Schauspielerinnen in die engere Auswahl und werden Filmaufnahme-Tests unterzogen. Als Clark Gable erfährt, dass er für die Rolle des „Rhett Butler“ in Betracht gezogen wird, ist er unsicher, ob er annehmen soll, da er den vorgesehenen Regisseur George Cukor für ungeeignet hält. Er versucht, sich zurückzuziehen, geht aber später doch auf das Angebot ein, nachdem Louis B. Mayer, bei dem er unter Vertrag steht, ihm mit Konsequenzen gedroht hat. Gable versucht, die Produzenten dahin zu beeinflussen, seinen aktuellen Schwarm Carole Lombard als Scarlett O’Hara zu empfehlen.
Auf einer Party bei Selznick werden die Schauspielerinnen vorgestellt, die in die engere Wahl kommen, darunter Stars wie Joan Bennett, Margaret Sullavan, Jean Arthur und Miriam Hopkins. Tallulah Bankhead sitzt am Tisch und fragt sich: „Oh Gott, wann wird das endlich aufhören?“. George Cukor spricht mit den Schauspielerinnen darüber, ob sie nach „Vom Winde verweht“ in seinem kommenden Film „Die Frauen“ mitzuspielen möchten. Bankhead antwortet mit der Gegenfrage, wieso eine Schauspielerin sich wünschen könne, in einem Film ohne Männer zu spielen. Beim Abendessen beschließen Bankhead und Carole Lombard, dem Produzenten die Zumutung des endlosen Castings heimzuzahlen. Sie erheben sich, gießen Selznick ihre Suppenteller über den Kopf und verkünden in Anspielung auf das, was Rhett Butler bei seinem endgültigen Abschied von Scarlett zu dieser sagt: „Frankly, my dear, we don't give a damn“ (Offen gesagt, mein Lieber, es schert uns einen Dreck). 
1938 hat Selznick immer noch nicht entschieden, wer „seine Scarlett“ sein wird. Paulette Goddard scheidet aus, da sie eine Klarstellung versäumte, ob sie mit Chaplin verheiratet ist. Überraschend bringen Testaufnahmen für den Brand von Atlanta die Lösung, als Selznick's Bruder Myron mit einer neuen Schauspielerin eintrifft. Es ist Vivien Leigh. Diese hat kaum ihren Hut abgenommen, als Selznik verkündet, dass sie seine Scarlett sein werde.

## Hintergrund
Der Film wurde 1980 für sieben Emmys nominiert, wobei Richard Blair und William Travilla jeweils für das Beste Makeup und das Beste Kostümdesign ausgezeichnet wurden. Tony Curtis wurde als Bester Hauptdarsteller, Harold Gould als Bester Nebendarsteller und Carrie Nye als Beste Nebendarstellerin nominiert. Außerdem wurde John Ehrman für die Beste Regie und der Film als Teil der Serie für die Beste Serie nominiert. Bei den Golden Globe Awards 1981 wurde der Film als Teil der kompletten Serie für die Beste Mini-Serie nominiert.
Morgan Brittany spielte bereits zum zweiten Mal die Figur der Vivien Leigh. Bereits in dem 1976 erschienenen Drama Sag ja zur Liebe spielte sie Leigh.
Der Film wurde am 19. Mai 1980 zum ersten Mal im US-Fernsehen ausgestrahlt. In Deutschland lief er zum ersten Mal am 26. Mai 1984 auf HR.

## Kritik
Der Filmdienst schrieb: „Beschreibung der Schwierigkeiten während der Produktionsvorbereitungen zu der monumentalen Hollywood-Verfilmung von Vom Winde verweht, im Mittelpunkt der berühmte Hollywood-Produzent David O. Selznick. Besondere Probleme tauchen bei der Besetzung auf; wegen der Frage, wer die Rolle der Scarlett O'Hara spielen soll, bricht in Hollywood sogar eine Art ‚Krieg‘ aus.“
Das People-Magazin meinte, dass es sich bei dem Film um eine „manchmal lustige Satire“ handelt.